# 義済堂
義済堂（ぎせいどう）とは、以下に示した継承関係を持つ2つの株式会社である。
1873年（明治6年）11月に開業、1875年（明治8年）6月に創業された染色・縫製業等を主な事業としていた株式会社。
創業時資本金は10万円（非会社組織）。1899年（明治32年）10月に合資会社となった後、1919年（大正8年）6月に株式会社組織となる。黎明期には金融業（質屋や現在でいう債権回収会社に相当する業務）および岩国産の和紙（岩国紙）の卸業なども手掛けた。
2005年（平成17年）6月1日付で事業の一部を同名の新会社に継承させた。自らは「ジー・エス・ディー岩国」に改称の上、資産売却などを進め、2008年（平成20年）2月4日開催の株主総会で解散を決議、同年5月22日に山口地方裁判所岩国支部より特別清算手続開始決定を受けた。
上記会社から、事業の一部を継承する為に、2005年（平成17年）3月25日付で設立された株式会社。
継承した事業は、繊維関連卸業務の営業部門と国内紳士服メーカー向けスーツの縫製を担当していた中国・上海市の子会社（当時）。
上記2つの会社は、法人としては別の存在であるが、会社名称（商号）や事業としては継承関係にある為、本記事においては一括して取り扱う。

## 起源
義済堂の起源は、1873年（明治6年）11月20日に大阪府の商人である井上重太郎により開店した、義成堂にまで遡る。このときの業務内容は、旧藩内の諸産物取扱（具体的には、藩政時代は専売制だった岩国紙などの取扱）および質屋であった
。
義成堂が開店した当時、廃藩置県により毛利藩の支藩扱いだった時代の旧岩国藩自身の負債（7万円以上）を継承する事になった吉川家において、負債の返済財源および士族（旧家臣）や村方への既存の貸付金の回収、新規の困窮救済の貸付願の取り扱いをどうするかが大きな問題となっていた。
これらの問題を解決する方策の一つとして、廃藩置県前の明治2年6月1日（1869年7月9日）から廃藩置県の間まで開設されていた博済場（領内所産物の総合的な商品取引所）にて旧岩国藩が与えていた、かつての専売取扱権である産品売り捌き権を、井上重太郎に与え、新規の貸付願に対応する業務も併せあたらせたのが、義成堂の成り立ちである。（成り立ちについては、かつての家臣であった士族への生計維持の為の就業講習所として設立されたとの説もある）
その後、1875年（明治8年）6月に、既存の貸付金の整理回収および、なおも収まらぬ困窮救済の貸付願への対応にあたる岩国用達所の事務負荷軽減などを目的に、吉川家の家職を
- 本局（東京本邸）
- 支局（岩国用達所）
- 別局（既存の貸付金の整理回収および貸付願への対応）

の三局に分割した。
この別局に井上重太郎の経営する義成堂を統合したのが、義済堂である。
なお、義済堂を創業する際の資本金である10万円および創業に要する費用としての着手金1万円は、旧岩国藩主であった吉川家（当時の当主は吉川経健）が拠出し、初代堂長には、三須成懋が就任した。なお、堂長に就任した三須成懋は、旧岩国藩の蔵元内に設けられていた節倹局（慶応3年12月（1867年12月もしくは1868年1月)に設置）の局長だった経歴を持つ。

## 名称の由来
義済堂という名称の由来は、堂長の三須成懋が明治8年7月15日付で吉川家に提出した別局事務御委任ニ付自ラ権限ヲ請定スル定例の、第三章の中にある文にて定められている。
以下、当該文の抜粋。
但義済ノ名タルハ旧貸ヲ収スルモノモ之ヲ返スモノモ皆義ナリ之ヲ士民教育営業ノ事ニ融通スル亦タ義ナリ此三ノ者タル義ヲ以テ之ヲ済サゝルモノナシ故ニ名ヲ之ニ取ル（...以下略）
藩政時代からのものを含む既存の貸付金を整理回収を実行する事も、整理回収に応じて貸付金を旧藩主宛へ返済する事も、収受した返済金を士族（旧家臣）の就業教育や生業資金へと融通貸出しするのも義に適う事であるので、これら三つの義を実現をたすける(済（せい）す)為の同門支援組織（堂）として設立したという意味合いが込められた名称として、義済堂の名は定められたと考えられる。

## 創業期の義済堂の役割[1]
創業期の義済堂の役割は、前述の別局事務御委任ニ付自ラ権限ヲ請定スル定例によって定められていた。
- 既存の貸付金を整理・回収して、本局（東京本邸）へと送金する。
- 整理・回収した貸付金の一部を用いて、困窮する士族（旧家臣）の就業資金に充てる。
- 一般民を対象にした貸金も実施する。
- 岩国で産する紙の売り捌き事業も扱う。

送金事業以外の事業は、整理・回収した貸金に得た資金のうち累積額が5万円に達しない部分を活用して実施された。（5万円を義済堂内の内部留保資金（存留金と称した）とし、残りを本局へ送金）
その後、1876年（明治9年）8月に明治政府が定めた金禄公債証書発行定例により、扶禄制度を完全廃止する事が確定的となり、対策として外社則（1878年（明治11年）8月8日）や奨業所仮規則（1878年（明治11年）10月31日）を定めるなどし、士族への就業資金の融通以外に授産事業にも積極的に乗り出すようになった。
具体的には、以下の通り。
- 明治政府から支給された金禄公債を義済堂に預託させ、その公債を質貸しの形で資金運用して得られた運用益の一部を、公債を預託した士族（外社員と称した）の生業資金に充てる。
- 外社員が、義済堂の建てた奨業所もしくは自宅にて製作した品を、義済堂が一括買い上げして販売を行なう。
- 1878年（明治11年）10月25日に紡績仮規則を定め、士族女性への織物技術の授産を開始した。

義済堂の企業規模は、創業後1年を経過した時点で
- 従業員：114人（本員：22、有職外員：32、その他：60）
- 建屋：6棟、土蔵：7棟（大阪の建屋：11棟、土蔵：6棟は含まず）

であった。（当時の岩国で、もっとも大きな企業体であったとされる）

## 織物企業へと変貌する時期
当初は士族の女性のみに限っていた織工場への修業生の受け入れ枠を、1879年（明治12年）5月より平民の子女にも広げ、1880年（明治13年）5月18日からは職制改革により織縫課も新設した。
さらに、1880年（明治13年）6月8日には、メリヤス器械やミシンも導入され、メリヤス場（裁縫場）が新たに設けられた。
1885年（明治18年）になると、莫大小（メリヤス）製織の製造を始め、その縫製や染めを行なう工場設備を稼動させた。
1890年（明治23年）からは、米国向けの刺繍入りハンカチ、絹糸撚製の羽二重（はぶたい）や斜子織（ななこおり）などの絹織物の製造を開始。
義済堂は、旧岩国藩の借入金の返済原資を得る為の既存の貸付金の整理・回収業務や、窮民への資金貸し出し機関、および、旧家臣たる士族の役禄喪失後の生業の維持・確保を行なう為の受け皿訓練所という存在から、徐々に繊維業事業を行なう会社としての存在に変わっていった。

## 会社組織になってから以降[2]
1899年（明治32年）10月に、合資会社（資本金約15万円）に組織変更されると共に、代表者の肩書き名も堂長から社長に変更された。ただし、社名からは堂の文字は外れず、現在の事業継承会社にまで引き継がれている。
また、事業継承元会社の社訓には、「義務・信義・意義」の三つからなる『三義主義』が掲げられ、
三義会という名称の社内組織も存在していた。

### 事業内容の変遷
会社組織に改組されて以降の、事業内容等の変遷は、以下の通りである。
- 1902年（明治35年）　1890年（明治23年）から行なっていた絹織物の製造は廃し、織布事業は、もっぱら小倉服地や綿縮といった木綿織物の製造に限定した。
- 1905年（明治38年）　台湾、中国大陸方面への小倉広幅服地の輸出を開始する。これに伴って、織布工場への製造設備の増強を実施（撚糸機2台、綛機（紡いだ糸を巻き取る機械）6台、力織機36台、および、これらを動かす為の汽缶（ボイラー）や汽機（蒸気駆動装置））
- 1916年（大正5年）　各地の博覧会等で得た綿服地や縮の評判を足掛かりとして、織布の販路をオーストラリアやジャワ、ハワイ方面に拡げた。
- 1919年（大正8年）10月～1922年（大正11年）：岩国織布株式会社と合併したのを機に、織布工場を旧岩国織布株式会社側の所有施設内に移転、第2工場として工場施設および設備を増強した（力織機300台、撚糸機4000錘）。旧来所有していた工場は染色整理事業専用の第1工場とする。織布の販路は中南米、アメリカ方面にまで拡大。

1924年（大正13年）からは、同年に広島陸軍被服支廠と交わした加工契約に基づき、雲斎、厚織木綿などの軍用生地に対する茶褐鉱物染色や防水加工などを始め、その扱い数量も徐々に増えていった。
1938年（昭和13年）には、染色整理部門が陸軍被服廠より陸軍監督工場の指命を受け、他の染色整理工場からの転廃機械の転用据付けを伴う工場拡張を、命令に応じて実施。太平洋戦争開戦後の1943年（昭和18年）から1944年（昭和19年2月）までには、織布部門である第2工場の敷地、建物、機械設備等の全てが、前年の戦力増強整備令等の適用に基づく供出命令および転売命令により失われた。これ以降、展開事業は、軍需品を扱う染色整理部門のみとなった。
太平洋戦争終結後は、軍需工場から民生用の化繊織物の染色加工へと転じ、1948年（昭和23年）には法により織布工場の復元も許された。

### 運営状況の変動
1919年（大正8年）6月に株式会社（資本金150万円）へ再度、組織変更された後は、事業環境等の変化に伴って、義済堂の資本金はいく度か増減している。
- 1919年（大正8年）10月：岩国織布株式会社と合併。資本金180万円。
- 1927年（昭和2年）3月：蚕糸業事業にて生じた欠損に対応する為に、吉川家が持ち株30万円分を放棄。この減資により資本金は150万円に。
- 1927年（昭和2年）5月：蚕糸業事業を分離。資本金は106万円に。
- 1928年（昭和3年）9月：関東大震災に伴い生じた生糸の焼失その他の欠損に対応する為に減資。資本金は86万円に。
- 1949年（昭和24年）3月：増資により、資本金は200万円に。
- 1950年（昭和25年）10月：増資により、資本金は500万円に。
- 1952年（昭和27年）4月：増資。資本金は1,000万円へ。
- 1956年（昭和31年）4月：増資。資本金2,000万円。
- 1959年（昭和34年）10月：神武景気後のいわゆる鍋底景気によって生じた赤字の解消、および、経営悪化への対処の一環として、減資。資本金は1,000万円に。
- 1967年（昭和42年）12月：減資していた1,000万円を復元。さらに、有償で1,000万円の資金を調達し資本金に組み入れ。資本金は3,000万円に。
- 2016年（平成28年）8月：山口地裁岩国支部に破産申請。